# 広視野カメラ3

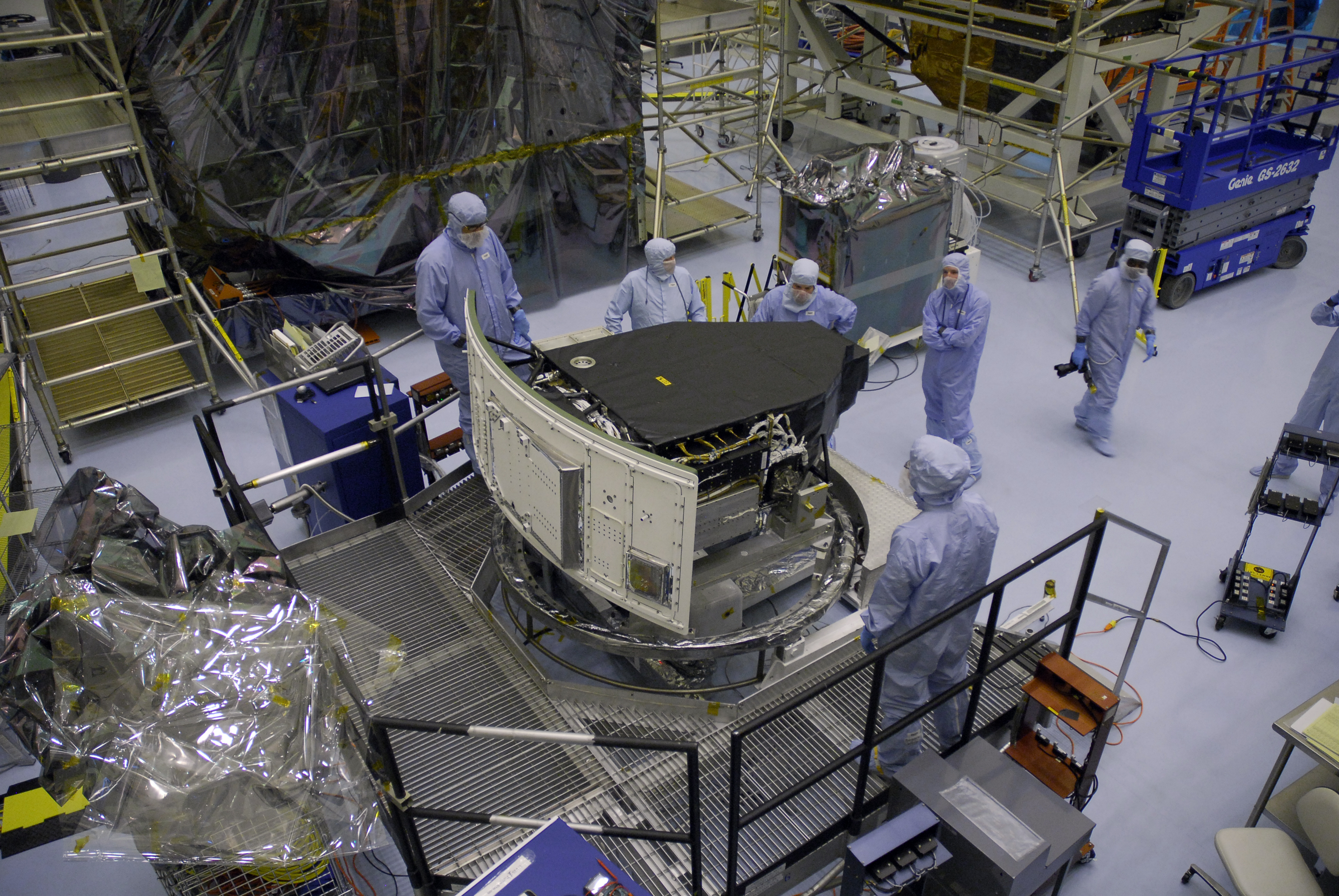
打上げを待つWFC3

広視野カメラ3(Wide Field Camera 3、WFC3)は、ハッブル宇宙望遠鏡に搭載されたカメラの1つである。可視光領域の画像を撮影するための、最も新しく最も進歩した技術のカメラである。2009年5月14日に行われたSTS-125での最初の宇宙遊泳で、広視野惑星カメラ2に替えて取り付けられた。

## 諸元

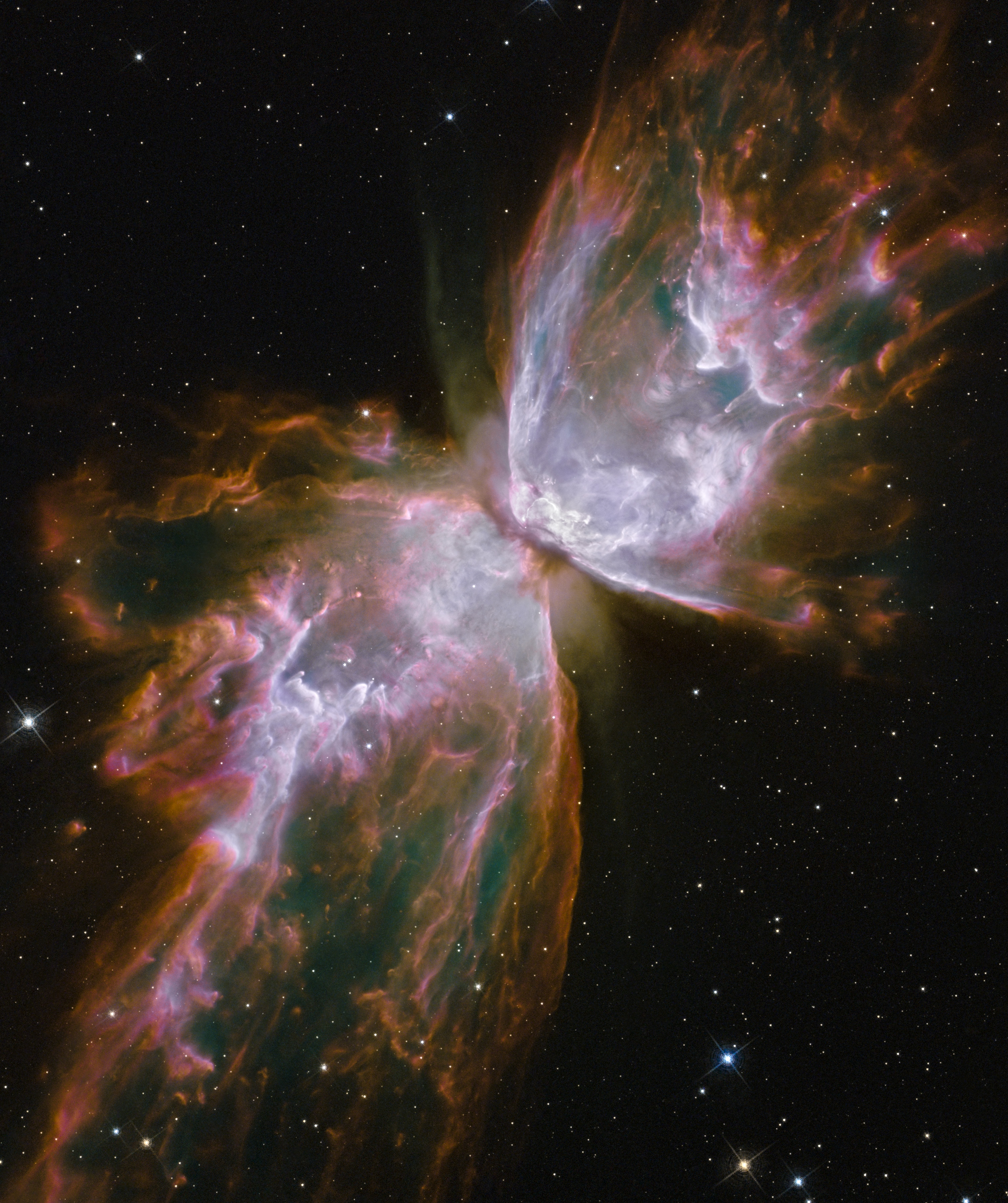
WFC3で撮影したNGC 6302

このカメラは、非常に広い周波数範囲で、広い視野角を撮影することができる多目的のカメラとして設計された。ハッブル宇宙望遠鏡にとっては、第4世代の機器である。2つの独立した光路を持ち、光学チャンネルは1対のCCDイメージセンサを用いて200nmから1000nmの画像を記録し、近赤外線検出アレイは800nmから1700nmの波長をカバーする。どちらのチャンネルも様々な広帯域及び狭帯域フィルタとプリズム、グリズムを備えている。光学チャンネルは、可視光スペクトル(380nmから780nm)を高効率でカバーし、近紫外線の領域(200nm)まで見ることができる。
広視野カメラ3は、それぞれ2048×4096ピクセルの2つの紫外/可視光検出CCDの他に、2048×4096ピクセルの分離赤外検出器を備え、1700nmまでの赤外線を検出することができる。
どちらの検出器の焦点面もこのカメラのために厳密に設計された。光学チャンネルは0.04秒ピクセルで164×164″（2.7×2.7′、地球から見る満月の約8.5%）の視野をカバーする。視野は広視野惑星カメラ2に匹敵し、掃天観測用高性能カメラよりも若干小さい。近赤外チャンネルは0.13秒ピクセルで135×127″（2.3×2.1′）の視野を持ち、これは近赤外カメラと多天体分光器の視野よりもかなり大きい。近赤外チャンネルは、将来のジェームズ・ウェッブ宇宙望遠鏡の先駆けである。赤外チャンネルは、比較的温かいハッブル宇宙望遠鏡の構造物から来る赤外線の影響を受けないように、1700nm以上の赤外線を受けないようになっている（近赤外カメラと多天体分光器の制限は2500nmである）。これにより、広視野カメラ3は冷却剤を用いずにペルティエ素子による冷却が可能となっている。
このカメラの製造には、宇宙から戻ってきた広視野惑星カメラの構造やフィルタが再利用されている。これらは、1993年12月にSTS-61の作業で広視野惑星カメラ2と交換されたものである。
広視野カメラ3は、当初は光学チャンネルのみの構想であり、赤外チャンネルは後になって付け加えられた。広視野カメラ3により、ハッブル宇宙望遠鏡はその生涯の最後まで強力な撮影力を備えることとなった。

## 歴史
広視野カメラ3は、1998年春に計画が始まった。ゴダード宇宙飛行センターの指揮の下に、主にゴダード宇宙飛行センターとボール・エアロスペース&テクノロジーズが中心となって、様々な組織から集まった経験の豊富な技術者や科学者のチームによって製造された。様々なパーツは、アメリカ合衆国やイギリス中の製造業者によって製造された。
広視野カメラ3は、アメリカ航空宇宙局によって、2008年10月14日にSTS-125で打ち上げられる計画が立てられたが、改修が必要となったために打上げは延期された。2009年5月11日に打ち上げられ、5月14日に取り付けられた。